# Bordères
Bordères (Bordèras en occitano) es una comuna francesa de la región de Nueva Aquitania en el departamento de Pirineos Atlánticos. Se localiza a unos 25 km al suroeste de la ciudad de Pau. Esta localidad fue mencionada por primera vez en el siglo XI bajo el nombre Bordellas.

## Demografía
| 300 | 312 | 337 | 430 | 576 | 657 |
| Para los censos de 1962 a 1999 la población legal corresponde a la población sin duplicidades (Fuente: INSEE [Consultar]) |     |     |     |     |     |